# 埃尔蒙
埃尔蒙（法語：Ermont，法語發音：[ɛʁmɔ̃] ⓘ），法国中北部城市，法兰西岛大区瓦兹河谷省的一个市镇，隶属于阿让特伊区，其市镇面积为4.16平方公里，2022年1月1日时人口数量为29,189人，在法国城市中排名第292位。
埃尔蒙位于瓦兹河谷省南部偏东，有五个方向的铁路在此交汇，是巴黎北部的一个卫星城，通过多条通勤区域列车连接巴黎市区。

## 地名来源
根据法国地名学家埃内斯特·内格尔的观点，“埃尔蒙”一名可能来源于日耳曼人名“Ermido”。

## 历史

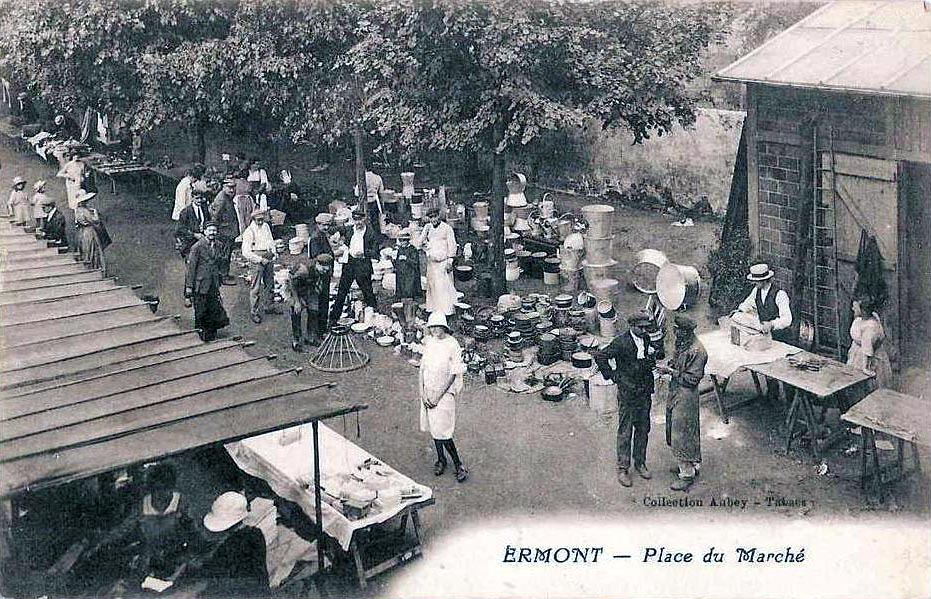
1920年的埃尔蒙集市

根据当地官方网站的论述，埃尔蒙所处的蒙莫朗西河谷地区在新石器时期就已出现人类活动。中世纪时期，埃尔蒙长期为圣但尼圣殿的一处领地，彼时，埃尔蒙镇中心有一处教堂，其附近为农业聚落。法国大革命结束后，埃尔蒙成为塞纳-瓦兹省的一个市镇。直至19世纪中后期，埃尔蒙尚为一个人口数量不足一千的普通村落。工业革命期间，圣但尼－迪耶普铁路和多条支线铁路由此通过，并在埃尔蒙和欧博讷的交汇处建成了埃尔蒙-欧博讷火车站。此后，随着巴黎的城市扩张以及通勤列车的开行，埃尔蒙人口迅速增加，其境内土地完成城市化开发，成为巴黎的一个卫星城。

## 地理

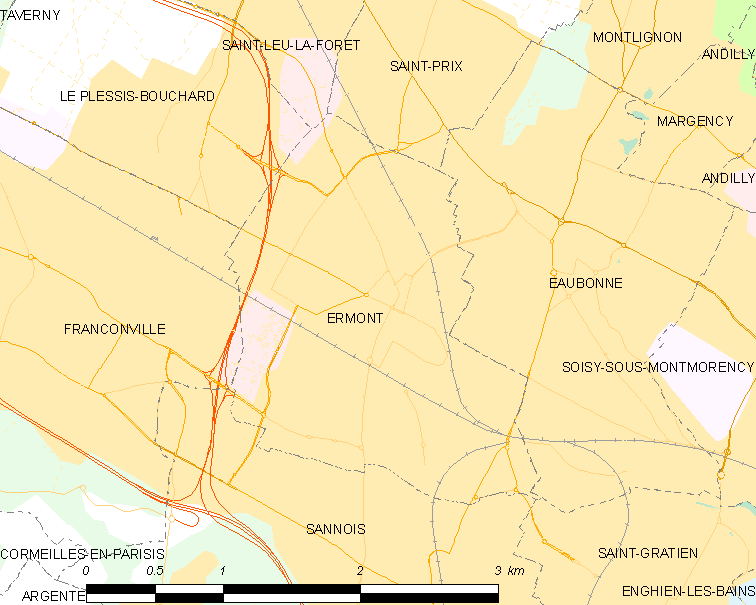
埃尔蒙市镇范围地图

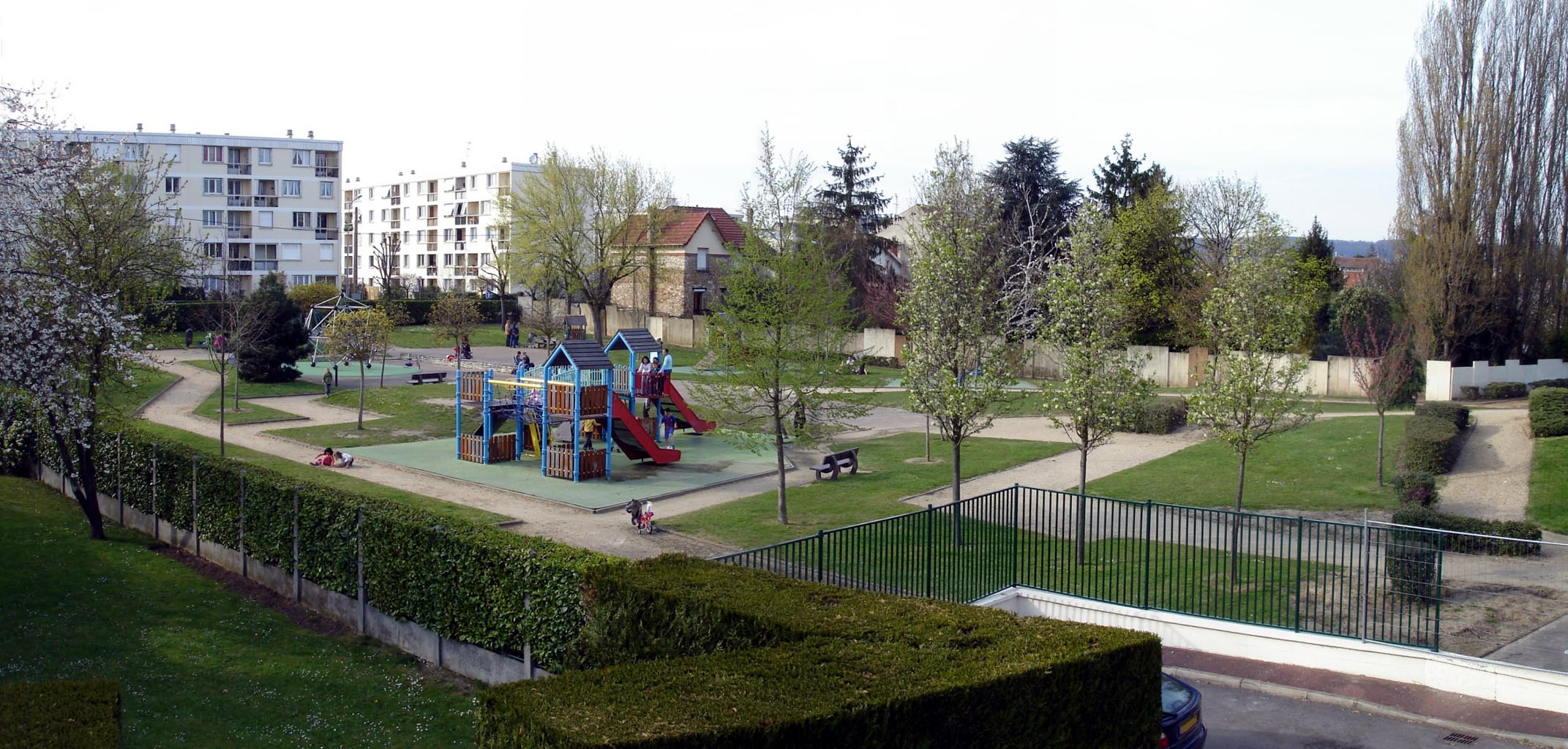
收视率公园内的一处游乐设施

埃尔蒙位于法国中北部，法兰西岛大区北部和瓦兹河谷省南部偏东，距离省会蓬图瓦兹大约16公里。与埃尔蒙接壤的市镇包括：圣普里、薩努瓦、欧博讷、弗朗孔维尔、勒普莱西布沙尔、圣格拉蒂安、圣勒拉福雷。

### 地形
埃尔蒙位于巴黎盆地腹地，境内以平原为主，市镇中心地势较为平坦，全境海拔在43到65米之间。

### 水文
埃尔蒙位于塞纳河流域，其境内无大型天然地表径流。

### 植被
埃尔蒙属于温带阔叶混交林区，市区内的主要绿地公园包括博略公园（Parc Beaulieu）、收视率公园（Parc de l'Audience）等，均常年免费向公众开放。
在鲜花城市的评比中，埃尔蒙被评为3星级鲜花城市。

### 气候
埃尔蒙在柯本气候分类法中属于温带海洋性气候。
距离埃尔蒙最近的常年气象站位于阿让特伊境内，以下为该气象站的数据（其中日照数据取自勒布尔歇气象站）：
| 阿让特伊1981年－2019年 | 阿让特伊1981年－2019年 | 阿让特伊1981年－2019年 | 阿让特伊1981年－2019年 | 阿让特伊1981年－2019年 | 阿让特伊1981年－2019年 | 阿让特伊1981年－2019年 | 阿让特伊1981年－2019年 | 阿让特伊1981年－2019年 | 阿让特伊1981年－2019年 | 阿让特伊1981年－2019年 | 阿让特伊1981年－2019年 | 阿让特伊1981年－2019年 | 阿让特伊1981年－2019年 |
| 月份                   | 1月                    | 2月                    | 3月                    | 4月                    | 5月                    | 6月                    | 7月                    | 8月                    | 9月                    | 10月                   | 11月                   | 12月                   | 全年                   |
| ---------------------- | ---------------------- | ---------------------- | ---------------------- | ---------------------- | ---------------------- | ---------------------- | ---------------------- | ---------------------- | ---------------------- | ---------------------- | ---------------------- | ---------------------- | ---------------------- |
| 历史最高温 °C（°F）    | 16.1 (61.0)            | 20.3 (68.5)            | 23.8 (74.8)            | 29.1 (84.4)            | 33 (91)                | 35.7 (96.3)            | 41 (106)               | 37.1 (98.8)            | 32.6 (90.7)            | 29.8 (85.6)            | 22.8 (73.0)            | 18.7 (65.7)            | 41 (106)               |
| 平均高温 °C（°F）      | 7.7 (45.9)             | 9.1 (48.4)             | 12 (54)                | 17.7 (63.9)            | 20.8 (69.4)            | 24.1 (75.4)            | 26.2 (79.2)            | 24 (75)                | 22.3 (72.1)            | 17.6 (63.7)            | 11.9 (53.4)            | 7.3 (45.1)             | 16.7 (62.1)            |
| 日均气温 °C（°F）      | 5.1 (41.2)             | 5.9 (42.6)             | 7.9 (46.2)             | 12.6 (54.7)            | 16 (61)                | 19.1 (66.4)            | 20.9 (69.6)            | 19 (66)                | 17.3 (63.1)            | 13.7 (56.7)            | 9 (48)                 | 4.8 (40.6)             | 12.6 (54.7)            |
| 平均低温 °C（°F）      | 2.6 (36.7)             | 3 (37)                 | 4.2 (39.6)             | 7.9 (46.2)             | 11.5 (52.7)            | 13.9 (57.0)            | 15.8 (60.4)            | 14.8 (58.6)            | 13.1 (55.6)            | 10.4 (50.7)            | 6.3 (43.3)             | 2.4 (36.3)             | 8.8 (47.8)             |
| 历史最低温 °C（°F）    | −11.6 (11.1)           | −8.2 (17.2)            | −8.3 (17.1)            | −1.5 (29.3)            | 1.7 (35.1)             | 6.7 (44.1)             | 8.9 (48.0)             | 7.3 (45.1)             | 4.6 (40.3)             | 0.8 (33.4)             | −3.5 (25.7)            | −6 (21)                | −11.6 (11.1)           |
| 平均降水量 mm（）      | 45.3 (1.78)            | 39.9 (1.57)            | 38.6 (1.52)            | 38.8 (1.53)            | 57.4 (2.26)            | 41.9 (1.65)            | 51.5 (2.03)            | 73.6 (2.90)            | 26.2 (1.03)            | 51.2 (2.02)            | 44.6 (1.76)            | 46.3 (1.82)            | 555.3 (21.86)          |
| 月均日照時數           | 62                     | 75.1                   | 125                    | 165.8                  | 193.3                  | 206.9                  | 215.7                  | 206.2                  | 160.2                  | 111.2                  | 65.1                   | 50.8                   | 1,637.3                |
| 来源：infoclimat.fr    |                        |                        |                        |                        |                        |                        |                        |                        |                        |                        |                        |                        |                        |

## 行政区划
埃尔蒙是法国法兰西岛大区瓦兹河谷省的一个市镇，编号为95219。埃尔蒙隶属于阿让特伊区和瓦兹河谷省第四选区，管理埃尔蒙县，同时也是帕里西谷城市圈公共社区的组成部分。
法国国家统计与经济研究所（简称）在进行数据统计时，将埃尔蒙及相邻的另外408个市镇设为巴黎城市核心区（2020年扩充至411个），并将包括核心区在内的周边及相邻的另外1,793个市镇设为巴黎城市区。自2020年起，巴黎城市区被包含1,949个市镇的巴黎城市辐射区代替。此外，还将埃尔蒙市镇分为了12个“块区”（IRIS），以便于统计人口分布情况。

## 交通

### 公路
A115高速公路经过埃尔蒙市区西侧，通过1、2两个出入口连接市区，此外多条瓦兹河谷省省道在埃尔蒙境内交汇。埃尔蒙境内的道路大部分已完成城市化改造，配有人行道、照明、排水等设施。
| 巴黎 小教堂门立交 | 17 |

| 博韦 | 67 |

| 蓬图瓦兹 | 19 |

| 圣但尼 | 16 |

| 阿让特伊 | 6 |

| 萨塞勒 | 12 |

| 蓬图瓦兹 | 16 |

| 弗朗孔维尔 | 5 |

| 圣格拉蒂安 | 4 |

| 楠泰尔 | 19 |

| 佩尔桑 | 27 |

| Conflans-Ste-H. | 16 |

2018年，73.2%的埃尔蒙家庭拥有至少一辆私人汽车。2019年，埃尔蒙境内共发生各类交通事故10起，造成13人受伤。

### 铁路

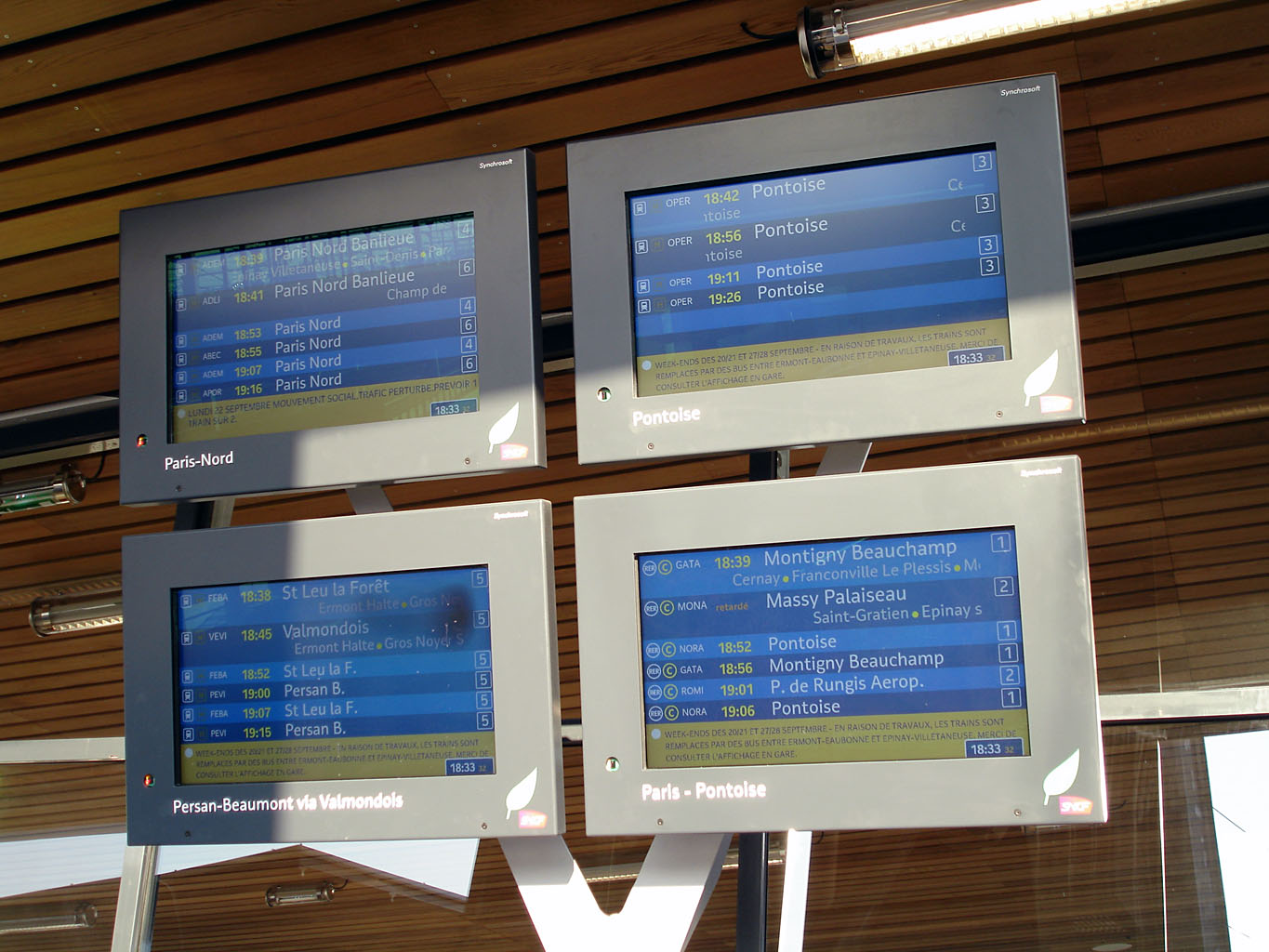
埃尔蒙-欧博讷站内的电子显示屏

埃尔蒙位于圣但尼－迪耶普铁路、巴黎－埃尔蒙-欧博讷铁路、埃尔蒙-欧博讷－瓦尔蒙杜瓦铁路和埃尔蒙-欧博讷－战神广场铁路四条铁路的交汇处。埃尔蒙-欧博讷站位于市区东南部，停靠法兰西岛大区快铁C线、法兰西岛大区铁路H线和J线的列车。
除埃尔蒙-欧博讷站之外，埃尔蒙境内还有另外三个铁路通勤车站：塞尔奈站、埃尔蒙乘降所和大桃树圣普里站。

### 航空
距离埃尔蒙最近的民用航空站为巴黎戴高乐机场，距离埃尔蒙市中心的公路里程约29公里。

### 城市公共交通
埃尔蒙是法兰西岛大区交通网的组成部分，法兰西岛大区快铁C线、法兰西岛大区列车H线、J线和7条公共汽车线路经过埃尔蒙。
| 途经埃尔蒙境内的主要公共交通线路 | | |
| 类型                             | 运营商 | 线路 |
| 快铁                             | | ：蓬图瓦兹站 ↔ 蒙蒂尼-博尚站 ↔ 塞尔奈站 ↔ 埃尔蒙-欧博讷站 ↔ 马约门 ↔ 奥斯特里茨站 ↔ 马西-帕莱索站/圣马丁埃唐普站                                                                                                |
| 城铁                             | ：埃尔蒙-欧博讷站 ↔ 阿让特伊站 ↔ 巴黎圣拉扎尔站 | |
| 城铁                             | ：佩尔桑-博蒙站 ↔ 瓦尔蒙杜瓦站 ↔ 大桃树圣普里站 ↔ 埃尔蒙乘降所 ↔ 埃尔蒙-欧博讷站 ↔ 圣但尼站 ↔ 巴黎北站 ：蓬图瓦兹站 ↔ 蒙蒂尼-博尚站 ↔ 塞尔奈站 ↔ 埃尔蒙-欧博讷站 ↔ 圣但尼站 ↔ 巴黎北站 | |
| 公共汽车                         | RATP | 138：巴黎-克利希门 ↔ 圣格拉蒂安 ↔ 快铁埃尔蒙-欧博讷站 |
| 公共汽车                         | Valmy | 10：快铁埃尔蒙-欧博讷站 ↔ 快铁昂甘跑道站 ↔ 苏瓦西苏蒙莫朗西-源头公园 12：快铁埃尔蒙-欧博讷站 ↔ 米歇尔·伊达尔戈球场 ↔ 快铁昂冈跑道站 ↔ 蒙莫朗西-拉谢内 14：快铁埃尔蒙-欧博讷站 ↔ 快铁昂甘跑道站 ↔ 快铁昂甘莱班站 |
| 公共汽车                         | Cars Lacroix | 30-11：快铁埃尔蒙-欧博讷站 ↔ 快铁塞尔奈站 ↔ 梵高高级中学 ↔ 圣埃克絮佩里 30-22：快铁塞尔奈站 ↔ 梵高高级中学 ↔ 萨努瓦-磨坊小区 30-43：快铁塞尔奈站 ↔ 六月十八日街 ↔ 圣埃克絮佩里                                  |
| 公共汽车                         | Bus Val d'Oise | 95-29：快铁埃尔蒙-欧博讷站 ↔ 快铁萨努瓦站 ↔ 弗朗孔维尔-让·莫内高级中学 ↔ 快铁蒙蒂尼-博尚站 |
| 公共汽车                         | (N) | N154：巴黎圣拉扎尔站 ↔ 快铁埃尔蒙-欧博讷站 ↔ 快铁萨努瓦站 ↔ 快铁蒙蒂尼-博尚站 |
| 1.                               | | |

## 政治

### 市政内阁

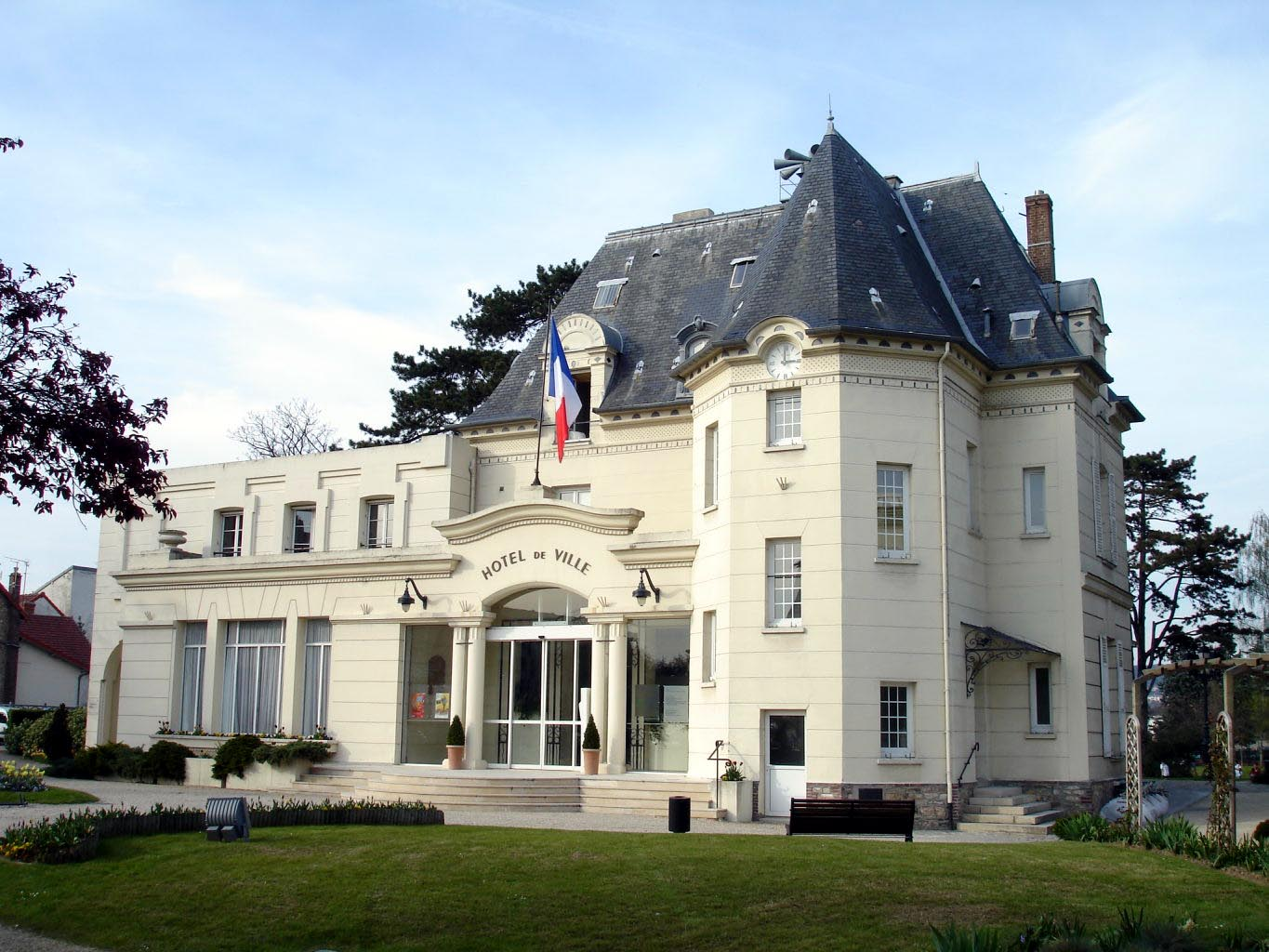
埃尔蒙市政厅

埃尔蒙的现任市长为格扎维埃·阿坎先生（Xavier Haquin），他是共和党的一名成员，在2020年的市政选举中获得了67.2%的支持率。
| 埃尔蒙历届市长 | 埃尔蒙历届市长                | 埃尔蒙历届市长                             |
| 任期           | 市长                          | 党派                                       |
| -------------- | ----------------------------- | ------------------------------------------ |
| 1945年－1947年 | Louis Dessard 路易·德萨尔     | 不详                                       |
| 1947年－1949年 | Louis Savoie 路易·萨瓦        | 不详                                       |
| 1949年－1959年 | Octave Obré 奥克塔夫·奥布雷   | 不详                                       |
| 1959年－1971年 | Robert Bichet 罗贝尔·比歇     | MRP人民共和运动                            |
| 1971年－1996年 | Jacques Berthod 雅克·贝尔托   | UDF法国民主联盟                            |
| 1996年－2020年 | Hugues Portelli 于格·波尔泰利 | UDF法国民主联盟 →UMP人民运动联盟 →LR共和黨 |
| 2020年－       | Xavier Haquin 格扎维埃·阿坎   | LR共和黨                                   |

### 各级选举
| 埃尔蒙历届投票选举结果 | 埃尔蒙历届投票选举结果 | 埃尔蒙历届投票选举结果 | 埃尔蒙历届投票选举结果 | 埃尔蒙历届投票选举结果      | 埃尔蒙历届投票选举结果 | 埃尔蒙历届投票选举结果 | 埃尔蒙历届投票选举结果      | 埃尔蒙历届投票选举结果 | 埃尔蒙历届投票选举结果 |
| 选举项目               | 选举范围               | 选区单位               | 选举结果               | 选举结果                    | 选举结果               | 选举结果               | 选举结果                    | 选举结果               | 参考资料               |
| 选举项目               | 选举范围               | 选区单位               | 第一轮胜出者           | 第一轮胜出者                | 支持率                 | 第二轮胜出者           | 第二轮胜出者                | 支持率                 | 参考资料               |
| ---------------------- | ---------------------- | ---------------------- | ---------------------- | --------------------------- | ---------------------- | ---------------------- | --------------------------- | ---------------------- | ---------------------- |
| 2017年法國總統選舉     | 法國                   | 市镇                   |                        | 埃马纽埃尔·马克龙           | 29.12%                 |                        | 埃马纽埃尔·马克龙           | 77.57%                 | [ 19 ]                 |
| 2017年法国立法选举     | 瓦兹河谷省第四选区     | 市镇                   |                        | 娜伊马·穆楚                 | 42.42%                 |                        | 娜伊马·穆楚                 | 62.03%                 | [ 19 ]                 |
| 2019年欧洲议会选举     | 法國                   | 市镇                   |                        | 复兴运动党                  | 25.67%                 | （不适用）             | （不适用）                  | （不适用）             | [ 19 ]                 |
| 2021年法国省级选举     | 瓦兹河谷省             | 县                     |                        | 格扎维埃·阿坎 诺埃莉·普莱朗 | 35%                    |                        | 格扎维埃·阿坎 诺埃莉·普莱朗 | 56.42%                 | [ 20 ]                 |
| 2021年法国省级选举     | 瓦兹河谷省             | 市镇                   |                        | 格扎维埃·阿坎 诺埃莉·普莱朗 | 45.11%                 |                        | 格扎维埃·阿坎 诺埃莉·普莱朗 | 62.13%                 | [ 20 ]                 |
| 2021年法国大区选举     | 法蘭西島大區           | 市镇                   |                        | 瓦莱丽·佩克雷斯             | 38.9%                  |                        | 瓦莱丽·佩克雷斯             | 46.97%                 | [ 21 ]                 |

## 人口
2018年，埃尔蒙市镇人口数量为29,079，在法国排名第292位。其中男性13,772人，女性15,307人，75岁及以上人口占6.1%，外籍人口数量为6,679人，人口密度为6,990人/平方公里，当地居民被称为（男性）或（女性）。2019年，埃尔蒙境内出生450人，死亡人口192人。
| 年份   | 1936  | 1946  | 1954   | 1962   | 1968   | 1975   | 1982   | 1990   | 1999   | 2006   | 2011   | 2016   | 2019   |
| ------ | ----- | ----- | ------ | ------ | ------ | ------ | ------ | ------ | ------ | ------ | ------ | ------ | ------ |
| 人口數 | 8,812 | 9,325 | 11,068 | 19,263 | 23,842 | 25,492 | 24,394 | 27,947 | 27,494 | 28,074 | 27,304 | 29,112 | 28,939 |

## 经济
埃尔蒙是一个区域性的中心城市。截止2022年1月，埃尔蒙市镇范围内共有各类用人单位（包含自雇）3,200家，平均历史为12年，其中99.74%为中小型企业（PME）。（管道设备安装）、（建筑）及（医疗）是当地2020年营业额最高的三个企业，分别为81,615,362欧元、21,472,147欧元和20,458,761欧元。

## 财政与居民收入
2020年，埃尔蒙的财政收入总额为35,429,800欧元，财政支出总额为31,759,200欧元，当年的债务总额为5,414,550欧元。2021年，埃尔蒙共获得6,856,445欧元的国家财政补助，比上一年减少了0.12%。
2019年，埃尔蒙的人均月收入总额为2,752欧元，其中高级职员为4,112欧元，低于法国平均水平（4,230欧元）；中级职员为2,545欧元，高于法国平均水平（2,411欧元）；普通职员为1,911欧元，高于法国平均水平（1,740欧元）。
2018年，埃尔蒙境内的青壮年（15至64岁）失业率为11.2%，当地57.6%的家庭拥有纳税资格，平均纳税4,116欧元，高于法国平均水平（3,910欧元）。

## 社会事务

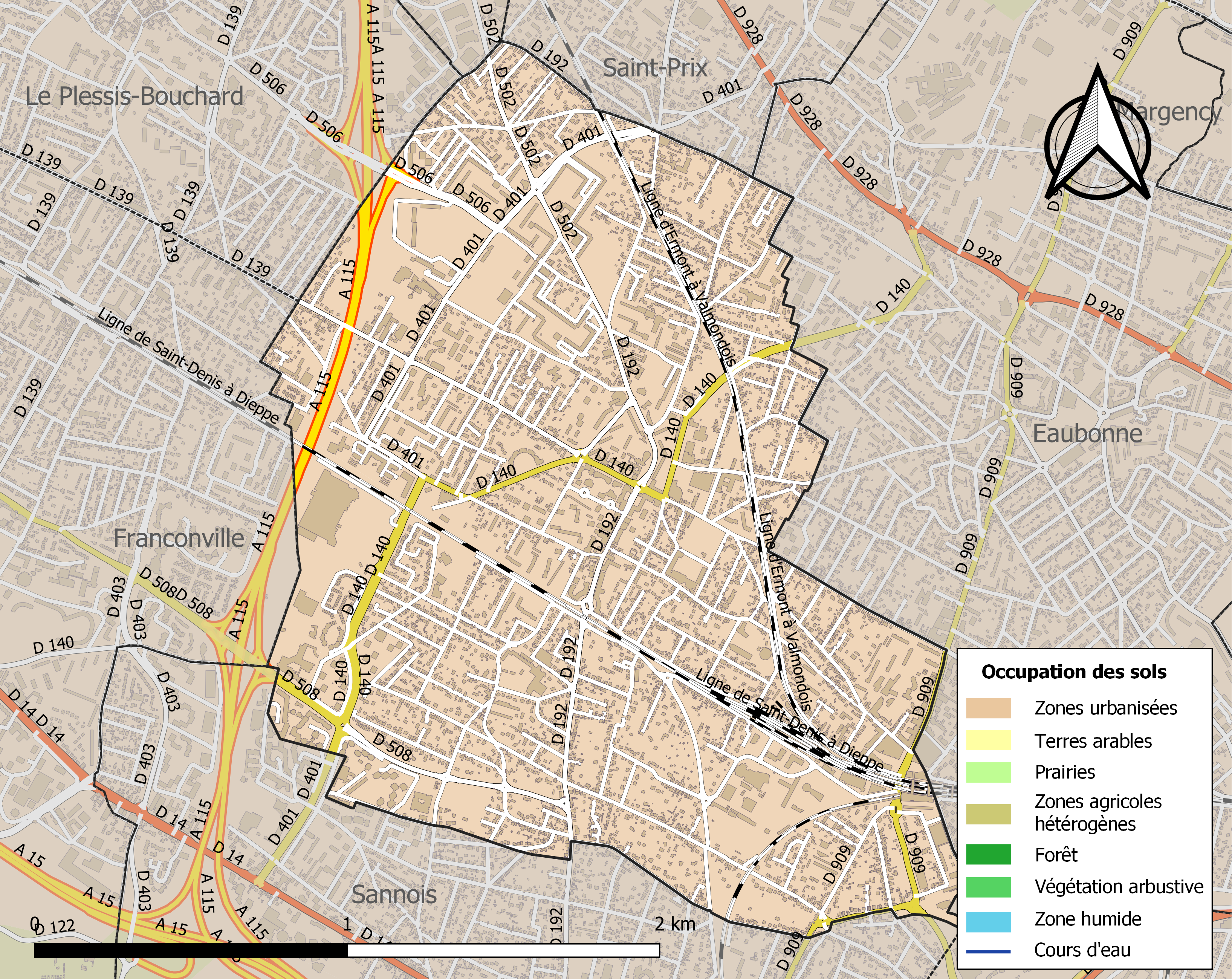
埃尔蒙土地利用情况地图

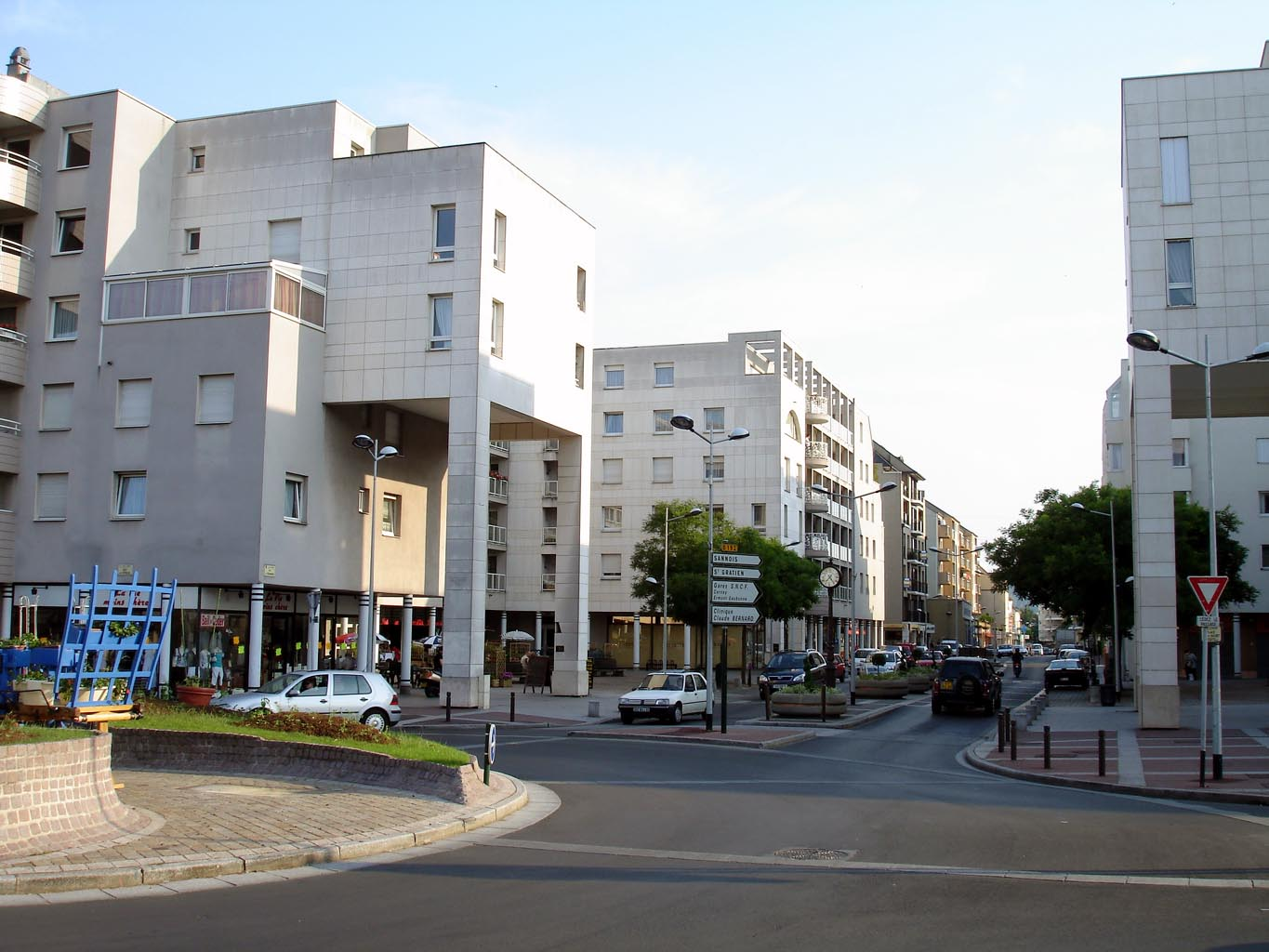
斯大林格勒环岛

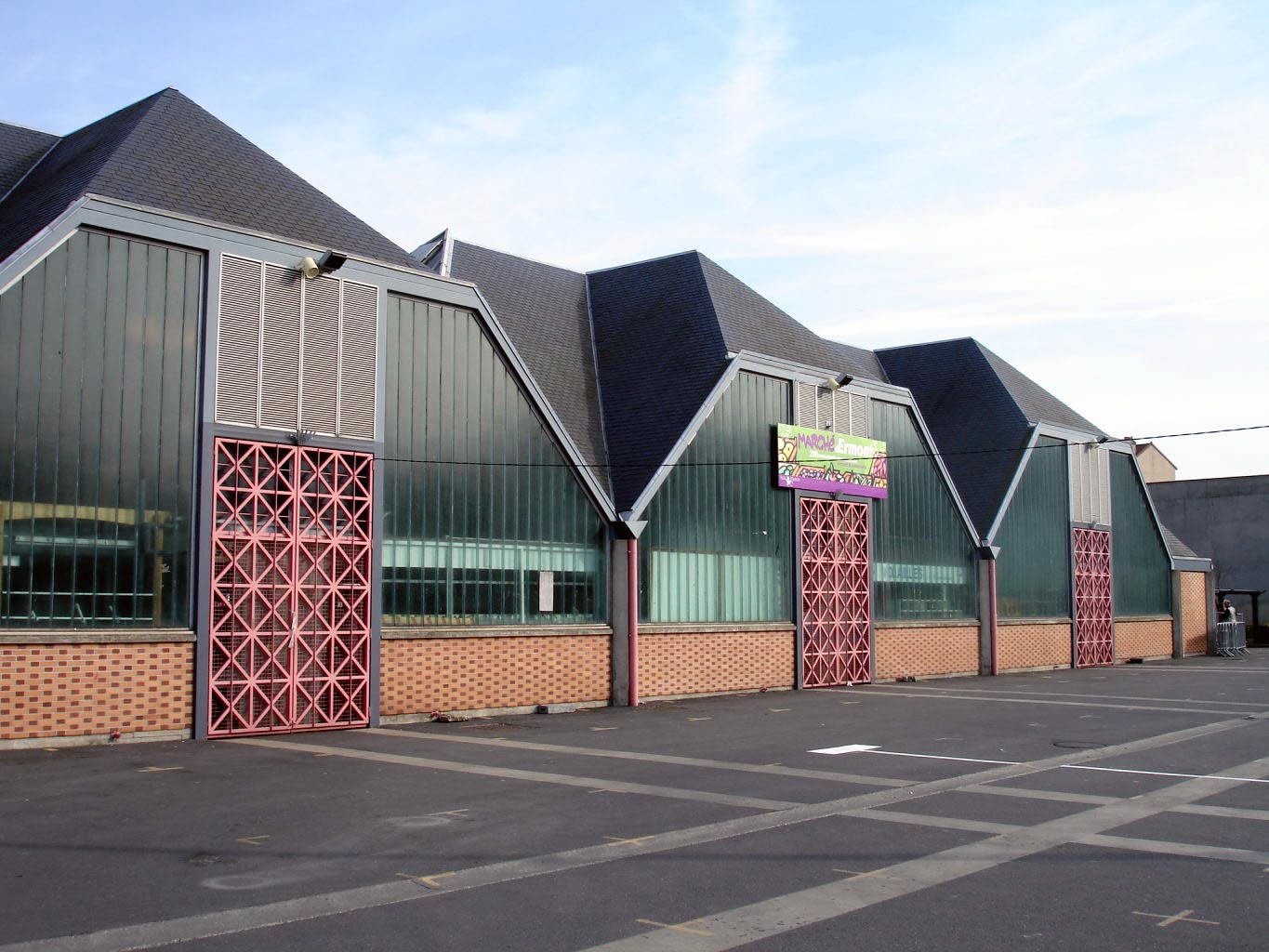
埃尔蒙集市大堂

### 教育
埃尔蒙属于凡尔赛学区。截止2020年1月1日，埃尔蒙境内共有6所幼儿园、7所小学、2所初级中学、2所普通高中和1所职业高中。2018至2019学年度，埃尔蒙境内共有在校中等教育阶段学生2,777名。

### 医疗
截止2020年1月1日，埃尔蒙境内共有全科医生32名、保健师19名、牙医18名、护士22名、耳科医生1名、眼科医生3名、皮肤科医生3名、助产士3名、儿科医生3名和妇科医生9名。境内共有药房8家、养老院2家、残疾人帮扶中心2家。
克洛德·贝尔纳诊疗中心（Clinique Claude Bernard）是当地的一家私立医院。
距离埃尔蒙最近的区域性医疗机构为欧博讷-蒙莫朗西医疗集团（Groupement hospitalier Eaubonne - Montmorency），其下属的西蒙娜·韦伊医院（Hôpital Simone Veil）位于蒙莫朗西，距离埃尔蒙市区的正常车程约5分钟，该院设有床位928个，是当地规模最大的公立综合性医院。

### 住房
2018年，埃尔蒙境内共有各类住房12,989套，其中29.1%为独立式居民区，70%为集中式居民区。常住房屋占埃尔蒙市镇范围内居民建筑总量的95.2%。
在住房保障政策方面，2020年，埃尔蒙境内共有2,165户家庭获得了住房经济补助，受益人数占总人口数量的7.4%，其中2,112份为房租补助。

### 商业
2019年，埃尔蒙境内共有各类实体商铺501家，其中餐厅55家、大型超市4家、杂货店14家、面包房11家、肉铺4家、书店4家、装饰品店4家、银行门店8家、美容美发店28家、汽车维修店19家。市区西部建有开放式商业街区，有Cora购物商场。

### 体育
2020年，埃尔蒙境内共有1家游泳池、7间体育馆、2座综合体育场、18处网球场、4处足球或橄榄球场、3处篮球或排球场以及1处高尔夫球场。
截至2022年1月，埃尔蒙境内共有家注册足球俱乐部。埃尔蒙友谊体育俱乐部（Amicale Sportive Ermont，编号551390）是当地的代表性足球队，2021至2022赛季参加法兰西岛大区足球联赛丙组（法国第八级别），其主场奥古斯特·勒努瓦尔球场（Stade Auguste-Renoir）位于市区西北部。

### 环境
埃尔蒙的环境事务由其所属的帕里西谷城市圈公共社区负责。2019年，埃尔蒙境内共有1家污染企业。

### 治安
2019年，埃尔蒙市镇范围内共有1处派出所。
埃尔蒙所在地是埃尔蒙警区（zone police d'Ermont）的管辖范围。2020年，该警区辖区内共5个市镇累计发生各类案件6,034起，其中盗窃类案件3,749起，经济类案件510起，毒品交易类案件488起。

## 文化

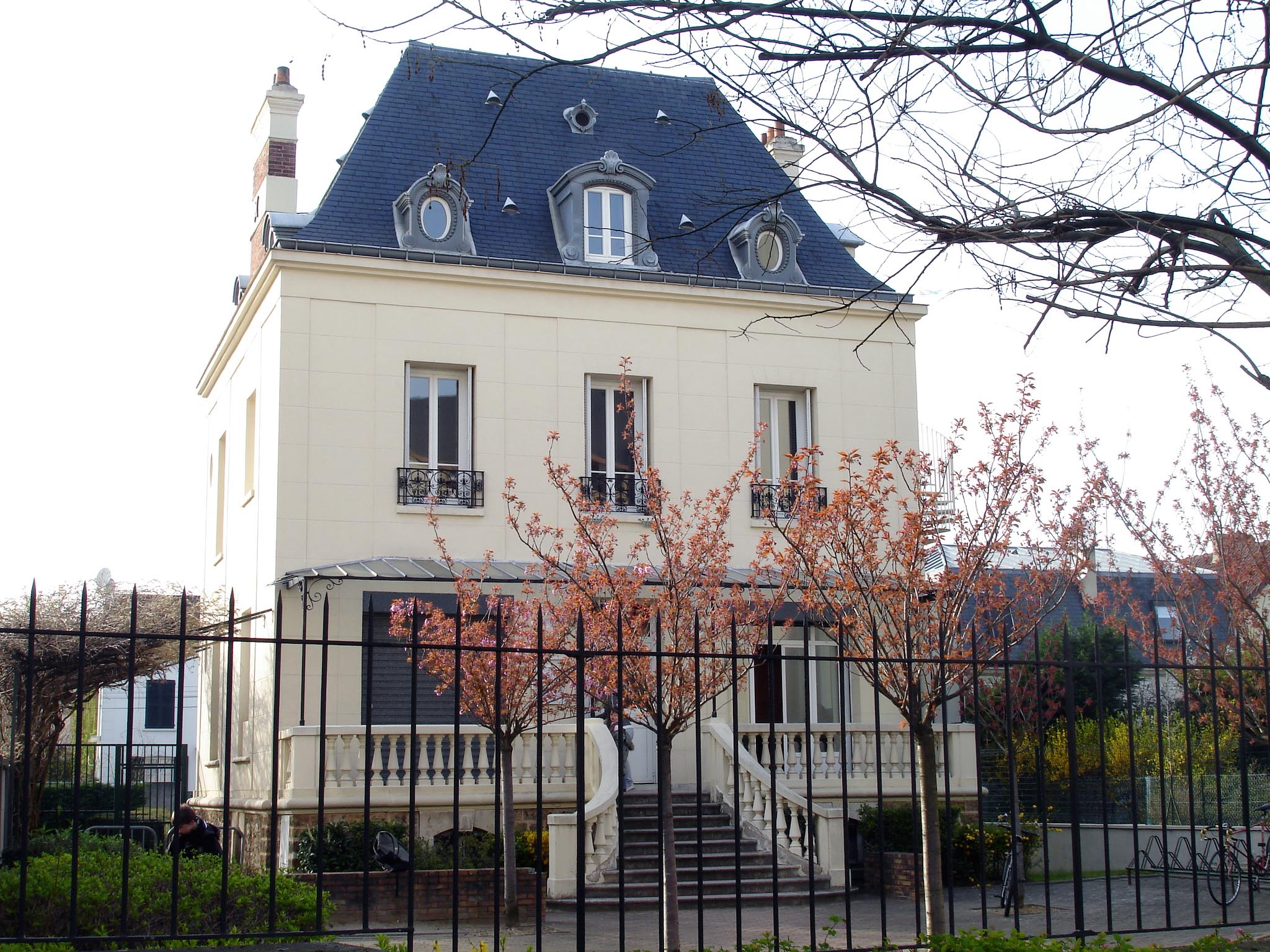
市政音乐厅

2020年，埃尔蒙境内共有1家剧场、1家电影院和1家音乐厅。帕里西谷城市圈公共社区在埃尔蒙建有安德烈·马尔罗市际多媒体中心（Médiathèque intercommunale André-Malraux），每周二至六向公众开放。

### 建筑
埃尔蒙境内的大部分建筑建于20世纪以后，镇中心的圣弗莱夫教堂（Église Saint-Flaive d'Ermont）是当地的地标性建筑物。

### 旅游
埃尔蒙的旅游事务由其所属的帕里西谷城市圈公共社区负责。2021年，埃尔蒙境内暂无任何游客接待设施。

### 媒体
法国主要的媒体均可在埃尔蒙接收，法国电视三台下属的法兰西岛大区频道在部分时段播出埃尔蒙所属的瓦兹河谷省的地方新闻。

## 相关人物
法国雕塑家雷蒙·库韦涅、女高音歌手伊冯娜·普兰当、女海洋学家阿妮塔·孔蒂、天主教人物帕特里克·勒加尔、自行车手斯特凡纳·巴尔特和篮球运动员兰丁·萨内出生于埃尔蒙。

## 友好城市
截至2022年1月，埃尔蒙共与六座城市互为友好城市关系：
- 德国 兰佩特海姆
- 比利时 马尔德海姆
- 義大利 阿德里亚
- 英格兰 班伯里
- 西班牙 洛哈
- 中国 龙湾区